# Weisman Art Museum

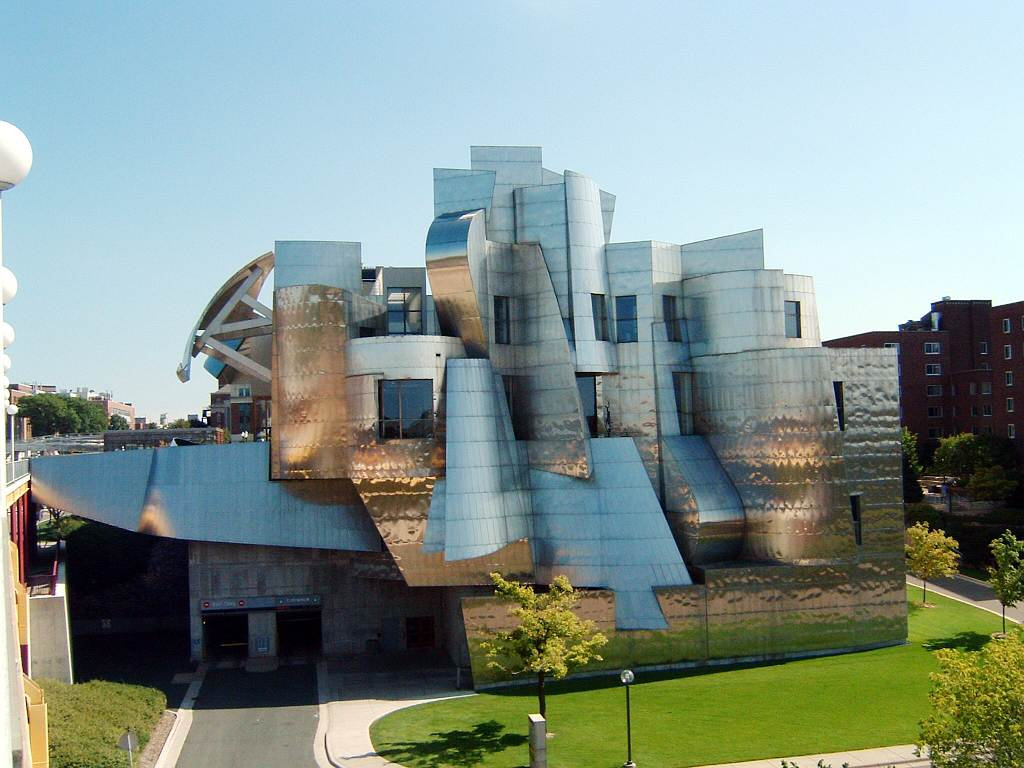
Weisman Art Museum

Das Weisman Art Museum in Minneapolis wurde 1934 gegründet mit dem Schwerpunkt amerikanische Kunst des 20. Jahrhunderts. Es beherbergt über 17.000 Exponate, darunter Werke von Roy Lichtenstein, James Rosenquist, aber auch Künstler des frühen 20. Jahrhunderts, wie Georgia O’Keeffe und Marsden Hartley, sowie verschiedene Keramiken und andere zeitgenössische Kunstwerke.
Seit 1993 befindet sich das nach Frederick R. Weisman benannte Museum am Ufer des Mississippi River in einem Gebäude, entworfen vom kanadisch-US-amerikanischen Architekten Frank Gehry. Das Gebäude mit seiner eigenwilligen Fassade aus rostfreiem Stahl bietet den Besuchern ein lehrreiches und entspannendes Erlebnis. Das Weisman gehört zum Verband der Universität von Minnesota und ist auch für die Öffentlichkeit zugänglich.